# Southease
Southease is een civil parish in het bestuurlijke gebied Lewes, in het Engelse graafschap East Sussex met 502 inwoners.

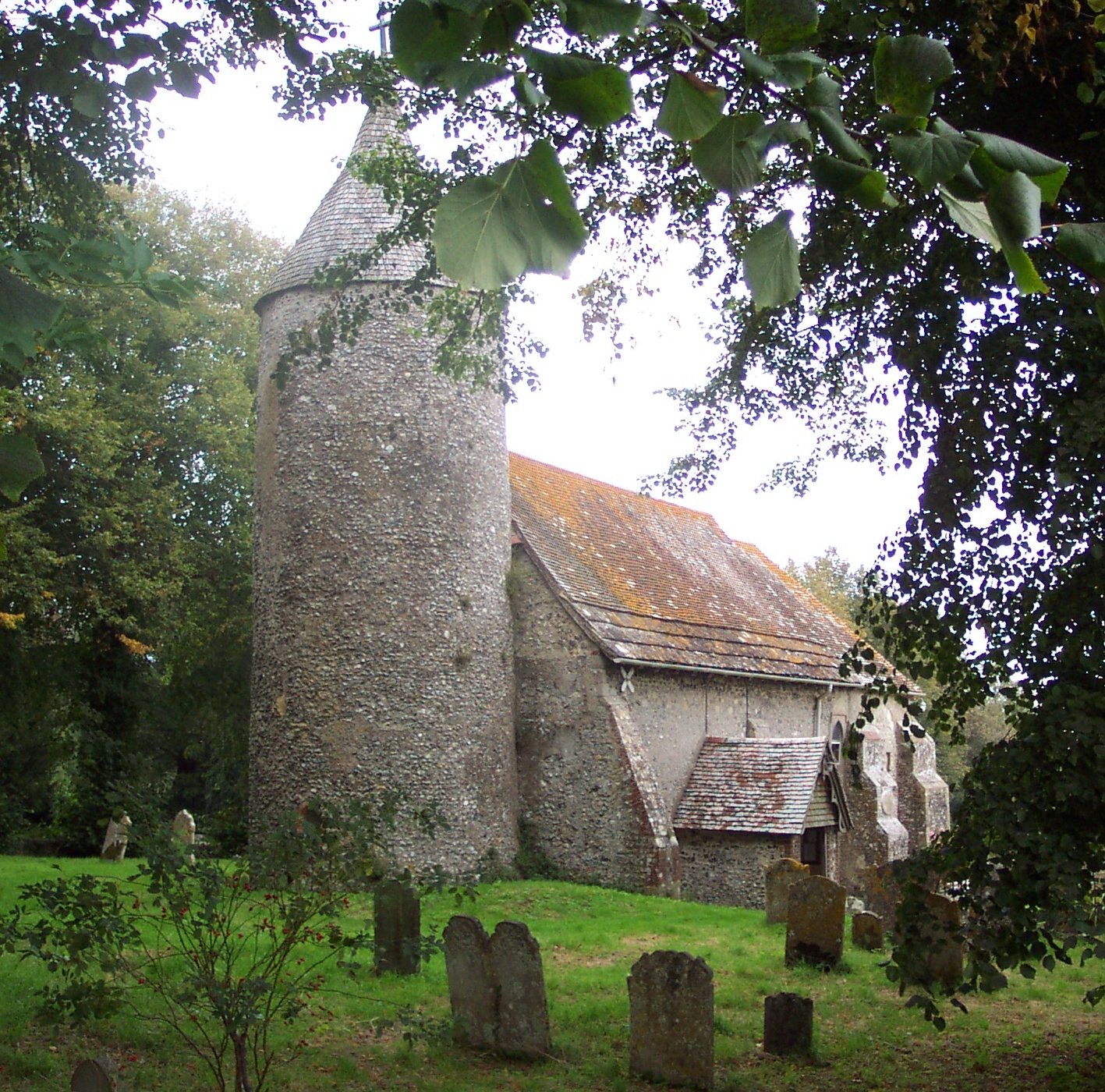
Kerk van Southease
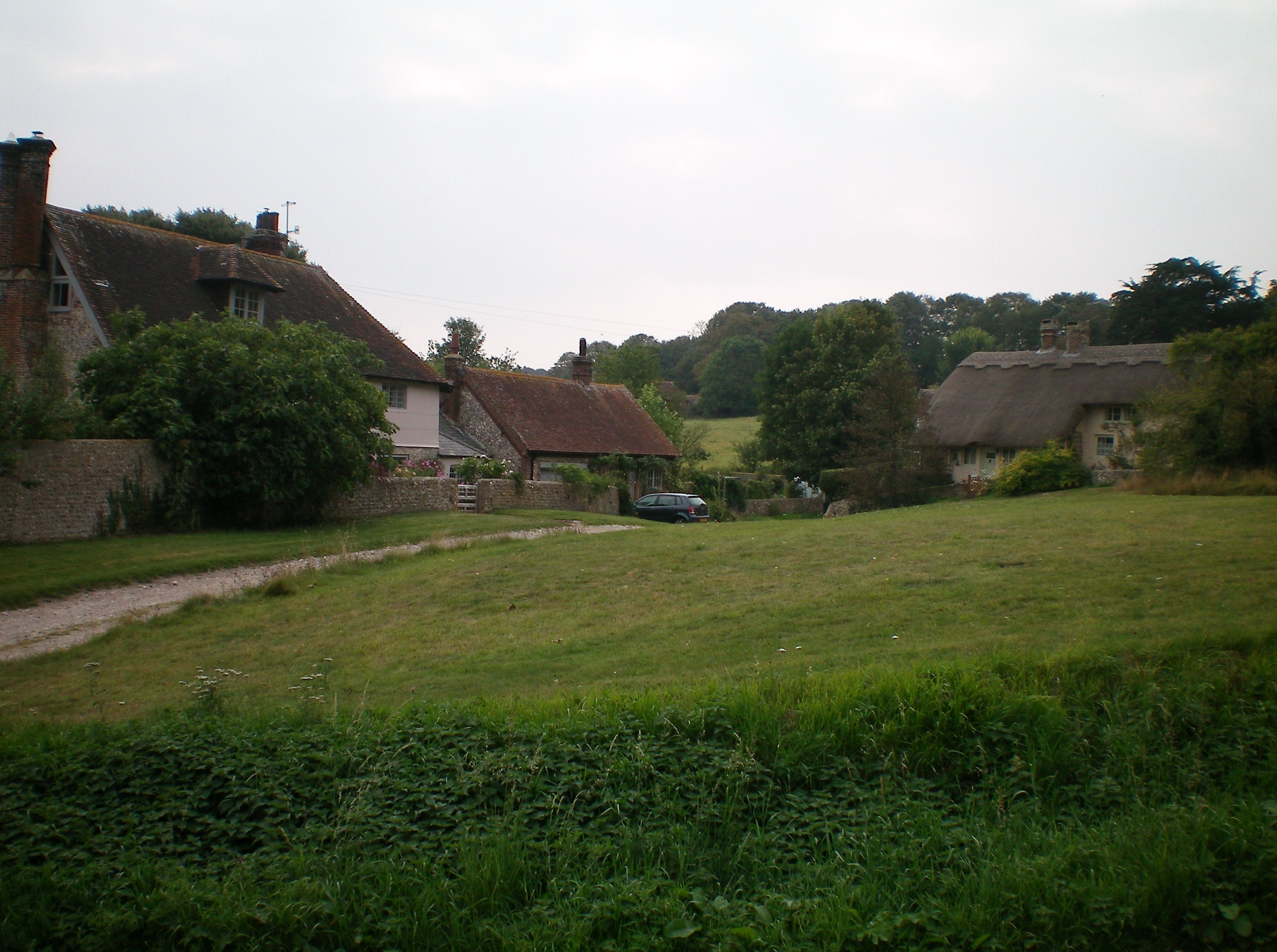
Southease Green